# Lista de primeiros-ministros da Hungria
O Primeiro-ministro da Hungria é o chefe de governo do país. Atualmente, desde 29 de maio de 2010, é ocupado por Viktor Orbán, do Fidesz.

## Império Austríaco (1848–1849)

Bandeira do Império Austríaco

| #  | Nome             | Início               | Final                | Partido             |
| -- | ---------------- | -------------------- | -------------------- | ------------------- |
| 1. | Lajos Batthyány  | 17 de março de 1848  | 2 de outubro de 1848 | Partido da Oposição |
| 2. | Lajos Kossuth    | 2 de outubro de 1848 | 1 de maio de 1849    | Partido da Oposição |
| 3. | Bertalan Szemere | 1 de maio de 1849    | 13 de agosto de 1849 | Partido da Oposição |

## Áustria-Hungria (1867–1918)

Bandeira da Áustria-Hungria (1867-1918)

| #         | Nome                                      | Início                  | Final                   | Partido                          |
| --------- | ----------------------------------------- | ----------------------- | ----------------------- | -------------------------------- |
| 4. (1.)   | Gyula Andrássy                            | 17 de fevereiro de 1867 | 14 de novembro de 1871  | Partido Deák                     |
| 5. (2.)   | Menyhért Lónyai                           | 14 de novembro de 1871  | 4 de dezembro de 1872   | Partido Deák                     |
| 6. (3.)   | József Szlávy                             | 4 de dezembro de 1872   | 1 de março de 1874      | Partido Deák                     |
| 7. (4.)   | István Bittó                              | 1 de março de 1874      | 2 de março de 1875      | Partido Deák                     |
| 8. (5.)   | Béla Wenckheim                            | 2 de março de 1875      | 20 de outubro de 1875   | Partido Liberal - SZP            |
| 9. (6.)   | Kálmán Tisza                              | 20 de outubro de 1875   | 13 de março de 1890     | Partido Liberal - SZP            |
| 10. (7.)  | Gyula Szapáry                             | 13 de março de 1890     | 17 de novembro de 1892  | Partido Liberal - SZP            |
| 11. (8.)  | Sándor Wekerle (Primeiro mandato)         | 17 de novembro de 1892  | 1 de janeiro de 1895    | Partido Liberal - SZP            |
| 12. (9.)  | Dezső Bánffy                              | 1 de janeiro de 1895    | 26 de fevereiro de 1899 | Partido Liberal - SZP            |
| 13. (10.) | Kálmán Széll                              | 26 de fevereiro de 1899 | 27 de junho de 1903     | Partido Liberal - SZP            |
| 14. (11.) | Károly Khuen-Héderváry (Primeiro mandato) | 27 de junho de 1903     | 3 de novembro de 1903   | Partido Liberal - SZP            |
| 15. (12.) | István Tisza (Primeiro mandato)           | 3 de novembro de 1903   | 18 de junho de 1905     | Partido Liberal - SZP            |
| 16. (13.) | Géza Fejérváry                            | 18 de junho de 1905     | 8 de abril de 1906      | Nenhum                           |
| 17. (14.) | Sándor Wekerle (Segundo mandato)          | 8 de abril de 1906      | 17 de janeiro de 1910   | Partido da Constituição Nacional |
| 18. (15.) | Károly Khuen-Héderváry (Segundo mandato)  | 17 de janeiro de 1910   | 22 de abril de 1912     | Partido Liberal - SZP            |
| 19. (16.) | László Lukács                             | 22 de abril de 1912     | 10 de junho de 1913     | Partido Trabalhista Nacional     |
| 20. (17.) | István Tisza (Segundo mandato)            | 10 de junho de 1913     | 15 de junho de 1917     | Partido Trabalhista Nacional     |
| 21. (18.) | Móric Esterházy                           | 15 de junho de 1917     | 20 de agosto de 1917    | Nenhum                           |
| 22. (19.) | Sándor Wekerle (Terceiro mandato)         | 20 de agosto de 1917    | 31 de outubro de 1918   | Partido da Constituição Nacional |
| 23. (20.) | János Hadik                               | 30 de outubro de 1918   | 31 de outubro de 1918   | Partido da Constituição Nacional |
| 24. (21.) | Mihály Károlyi                            | 31 de outubro de 1918   | 16 de novembro de 1918  | Partido pela Independência       |

## Primeira República (1918–1919)

Bandeira da 1a. República (1918-1919)

| #        | Nome           | Início                 | Final                 | Partido                      |
| -------- | -------------- | ---------------------- | --------------------- | ---------------------------- |
| 24. (1.) | Mihály Károlyi | 16 de novembro de 1918 | 11 de janeiro de 1919 | Partido pela Independência   |
| 25. (2.) | Dénes Berinkey | 11 de janeiro de 1919  | 22 de março de 1919   | Partido Cívico Radical - PRP |

## República Soviética Húngara (1919)

Bandeira da República Soviética Húngara (1919)

| #        | Nome          | Início              | Final               | Partido |
| -------- | ------------- | ------------------- | ------------------- | ------- |
| 26. (1.) | Sándor Garbai | 22 de março de 1919 | 1 de agosto de 1919 | MKP     |
| 27. (2.) | Gyula Peidl   | 1 de agosto de 1919 | 6 de agosto de 1919 | MSZDP   |

## Primeira República (1919–1920)

Bandeira da Primeira República Abolida (1919-1920)

| #        | Nome             | Início                 | Final                  | Partido                                  |
| -------- | ---------------- | ---------------------- | ---------------------- | ---------------------------------------- |
| 28. (1.) | István Friedrich | 6 de agosto de 1919    | 24 de novembro de 1919 | Partido da União Nacional Cristão - KNEP |
| 29. (2.) | Károly Huszár    | 24 de novembro de 1919 | 1 de março de 1920     | Partido da União Nacional Cristão - KNEP |

## Reino da Hungria (1920–1946)

Bandeira da Monarquia Restaurada (1920-1946)

| #         | Nome                                | Início                  | Final                   | Partido                                               |
| --------- | ----------------------------------- | ----------------------- | ----------------------- | ----------------------------------------------------- |
| 30. (1.)  | Sándor Simonyi-Semadam              | 1 de março de 1920      | 19 de julho de 1920     | Partido da União Nacional Cristão - KNEP              |
| 31. (2.)  | Pál Teleki (Primeiro mandato)       | 19 de julho de 1920     | 14 de abril de 1921     | Partido da União Nacional Cristão - KNEP              |
| 32. (3.)  | István Bethlen                      | 14 de abril de 1921     | 19 de agosto de 1931    | Partido da União - EP                                 |
| 33. (4.)  | Gyula Károlyi                       | 19 de agosto de 1931    | 4 de outubro de 1932    | Partido da União - EP                                 |
| 34. (5.)  | Gyula Gömbös                        | 4 de outubro de 1932    | 6 de outubro de 1936    | Partido da União Nacional - NEP                       |
| 35. (6.)  | Kálmán Darányi                      | 6 de outubro de 1936    | 14 de maio de 1938      | Partido da União Nacional - NEP                       |
| 36. (7.)  | Béla Imrédy                         | 14 de maio de 1938      | 16 de fevereiro de 1939 | Partido da União Nacional - NEP                       |
| 37. (8.)  | Pál Teleki (Segundo mandato)        | 16 de fevereiro de 1939 | 3 de abril de 1941      | Partido da Vida Húngara - MÉP                         |
| —         | Ferenc Keresztes-Fischer (interino) | 3 de abril de 1941      | 3 de abril de 1941      | Partido da Vida Húngara - MÉP                         |
| 38. (9.)  | László Bárdossy                     | 3 de abril de 1941      | 7 de março de 1942      | Partido da Vida Húngara - MÉP                         |
| —         | Ferenc Keresztes-Fischer (interino) | 7 de março de 1942      | 9 de março de 1944      | Partido da Vida Húngara - MÉP                         |
| 39. (10.) | Miklós Kállay                       | 9 de março de 1942      | 23 de março de 1944     | Partido da Vida Húngara - MÉP                         |
| 40. (11.) | Döme Sztójay                        | 23 de março de 1944     | 29 de agosto de 1944    | Nenhum                                                |
| 41. (12.) | Géza Lakatos                        | 29 de agosto de 1944    | 15 de outubro de 1944   | Nenhum                                                |
| 42. (13.) | Ferenc Szálasi                      | 15 de outubro de 1944   | 28 de março de 1945     | Partido da Cruz Flechada (Fascista)                   |
| 43. (14.) | Béla Miklós                         | 28 de março de 1945     | 15 de novembro de 1945  | Nenhum                                                |
| 44. (15.) | Zoltán Tildy                        | 15 de novembro de 1945  | 1 de fevereiro de 1946  | Független Kisgazda, Földmunkás és Polgári Párt - FKGP |

## Segunda República (1946–1949)

Bandeira da Segunda República (1946-1949)

| #        | Nome                     | Início                 | Final                  | Partido                                               |
| -------- | ------------------------ | ---------------------- | ---------------------- | ----------------------------------------------------- |
| —        | Mátyás Rákosi (interino) | 1 de fevereiro de 1946 | 4 de fevereiro de 1946 | MKP                                                   |
| 45. (1.) | Ferenc Nagy              | 4 de fevereiro de 1946 | 31 de maio de 1947     | Független Kisgazda, Földmunkás és Polgári Párt - FKGP |
| —        | Mátyás Rákosi (interino) | 31 de maio de 1947     | 31 de maio de 1947     | MKP                                                   |
| 46. (2.) | Lajos Dinnyés            | 31 de maio de 1947     | 10 de dezembro de 1948 | Független Kisgazda, Földmunkás és Polgári Párt - FKGP |
| 47. (3.) | István Dobi              | 10 de dezembro de 1948 | 26 de abril de 1950    | MDP                                                   |

## Primeira República Popular (1949–1956)

Bandeira da Primeira República Popular (1949-1956)

| #        | Nome                         | Início               | Final                 | Partido |
| -------- | ---------------------------- | -------------------- | --------------------- | ------- |
| 47. (1.) | István Dobi                  | 26 de abril de 1950  | 14 de agosto de 1952  | MDP     |
| 48. (2.) | Mátyás Rákosi                | 14 de agosto de 1952 | 4 de julho de 1953    | MDP     |
| 49. (3.) | Imre Nagy (Primeiro mandato) | 4 de julho de 1953   | 18 de abril de 1955   | MDP     |
| 50. (4.) | András Hegedűs               | 18 de abril de 1955  | 23 de outubro de 1956 | MDP     |

## Revolução Húngara (1956)

Bandeira da Revolução Húngara (1956)

| #        | Nome                        | Início                | Final                  | Partido |
| -------- | --------------------------- | --------------------- | ---------------------- | ------- |
| 51. (1.) | Imre Nagy (Segundo mandato) | 23 de outubro de 1956 | 10 de novembro de 1956 | MSZMP   |

## Segunda República Popular (1956–1989)
| #        | Nome                           | Início                 | Final                  | Partido |
| -------- | ------------------------------ | ---------------------- | ---------------------- | ------- |
| 52. (1.) | János Kádár (Primeiro mandato) | 10 de novembro de 1956 | 28 de janeiro de 1958  | MSZMP   |
| 53. (2.) | Ferenc Münnich                 | 28 de janeiro de 1958  | 13 de setembro de 1961 | MSZMP   |
| 54. (3.) | János Kádár (Segundo mandato)  | 13 de setembro de 1961 | 30 de junho de 1965    | MSZMP   |
| 55. (4.) | Gyula Kállai                   | 30 de junho de 1965    | 14 de abril de 1967    | MSZMP   |
| 56. (5.) | Jenő Fock                      | 14 de abril de 1967    | 15 de maio de 1975     | MSZMP   |
| 57. (6.) | György Lázár                   | 15 de maio de 1975     | 25 de junho de 1987    | MSZMP   |
| 58. (7.) | Károly Grósz                   | 25 de junho de 1987    | 23 de novembro de 1988 | MSZMP   |
| 59. (8.) | Miklós Németh                  | 23 de novembro de 1988 | 18 de outubro de 1989  | MSZMP   |

## Terceira República (1989–presente)

Bandeira da Terceira República

| #        | Nome                            | Início                 | Final                  | Partido           |
| -------- | ------------------------------- | ---------------------- | ---------------------- | ----------------- |
| —        | Miklós Németh (interino)        | 18 de outubro de 1989  | 3 de maio de 1990      | MSZP              |
| 60. (1.) | József Antall                   | 3 de maio de 1990      | 12 de dezembro de 1993 | MDF (Conservador) |
| 61. (2.) | Péter Boross                    | 12 de dezembro de 1993 | 15 de julho de 1994    | MDF (Conservador) |
| 62. (3.) | Gyula Horn                      | 15 de julho de 1994    | 6 de julho de 1998     | MSZP              |
| 63. (4.) | Viktor Orbán (Primeiro mandato) | 6 de julho de 1998     | 27 de maio de 2002     | Fidesz            |
| 64. (5.) | Péter Medgyessy                 | 27 de maio de 2002     | 29 de setembro de 2004 | Nenhum            |
| 65. (6.) | Ferenc Gyurcsány                | 29 de setembro de 2004 | 14 de abril de 2009    | MSZP              |
| 66. (7.) | Gordon Bajnai                   | 14 de abril de 2009    | 29 de maio de 2010     | Nenhum            |
| 67. (8.) | Viktor Orbán (Segundo mandato)  | 29 de maio de 2010     | presente               | Fidesz            |